# Liste des œuvres de Frank Bridge
Liste des œuvres de Frank Bridge.
Les œuvres sont classées par genre, par numéro du catalogue Hindmarsh (H.), date de composition et titre.
| Genre               | H.   | Date                     | Titre | Notes |
| ------------------- | ---- | ------------------------ | --- | --- |
| Musique de chambre  | 1    | 1900                     | Trio avec piano no 1 en ré mineur                                                                                            | pour violon, violoncelle et piano |
| Musique de chambre  | 2    | 1900                     | Romance : Une Lamentation d'amour                                                                                            | pour violon et piano |
| Musique de chambre  | 3    | 1900                     | Quatuor à cordes en si-bémol majeur                                                                                          | pour 2 violons, alto et violoncelle |
| Musique de chambre  | 4    | 1900                     | 3 Dances : Adagio ben sostenuto e con tristezza (ré mineur) Allegretto (ré majeur) Moto perpetuo (ré mineur)                 | pour violon ou violoncelle et piano ; révisé 1911 |
| Musique vocale      | 5    | 1901                     | Sonnet : When Most I Wink | pour voix et piano ; texte de William Shakespeare, Sonnet 43 |
| Musique de chambre  | 6    | 1901                     | Scherzo Phantastick | pour 2 violons, alto et violoncelle |
| Musique de chambre  | 7    | 1901                     | Quintette à cordes en mi mineur                                                                                              | pour 2 violons, 2 altos et violoncelle |
| Musique de chambre  | 8    | 1901                     | Berceuse en si-bémol majeur                                                                                                  | pour violon ou violoncelle et piano |
| Musique concertante | 8    | 1901                     | Berceuse en si-bémol majeur                                                                                                  | pour violon et orchestre à cordes; original pour violon ou violoncelle et piano |
| Musique d'Orchestre | 8    | 1901                     | Berceuse en si-bémol majeur                                                                                                  | version pour petit orchestre ; original pour violon ou violoncelle et piano |
| Piano               | 8    | 1901                     | Berceuse en si-bémol majeur                                                                                                  | version pour piano publié en 1929 ; original pour violon ou violoncelle et piano |
| Musique vocale      | 9    | 1901                     | Berceuse | pour soprano et orchestre ; texte de Dorothy Wordsworth |
| Musique d'Orchestre | 10   | 1901                     | Coronation March | pour orchestre |
| Orgue               | 11   | c.1901                   | Adagio ma non troppo en sol mineur                                                                                           | |
| Musique vocale      | 12   | c.1901                   | If I Could Choose | pour voix et piano ; texte de Thomas Ashe |
| Musique vocale      | 13   | c.1901                   | The Primrose | pour voix et piano ; texte de James Merrick |
| Musique vocale      | 14   | 1902                     | The Hag | pour baryton et orchestre ; texte de James Merrick |
| Musique de chambre  | 15   | 1902                     | Quatuor avec piano en ut mineur                                                                                              | pour violon, alto, violoncelle et piano |
| Piano               | 16   | 1902                     | Pensées Fugitives I en fa mineur                                                                                             | Seule la première des Pensées Fugitives est terminée; publié par Thames Publishing |
| Musique d'Orchestre | 17   | 1902                     | Valse Intermezzo à Cordes en mi mineur                                                                                       | pour orchestre à cordes |
| Musique d'Orchestre | 18   | 1901–1902                | Trois morceaux d'orchestre : Chant de tristesse Chant d'espérance Chant de gaieté                                            | pour petit orchestre ; "3 Pièces pour Orchestre" |
| Musique de chambre  | 19   | c.1902                   | Scherzetto | pour violoncelle et piano (ou orchestre) |
| Musique de chambre  | 19a  | c.1902                   | Scherzo | pour violoncelle et piano ; version révisée de H.19 |
| Piano               | 20   | 1902                     | Scherzettino en sol mineur                                                                                                   | publié par Thames Publishing |
| Musique vocale      | 21   | 1903                     | A Dirge | pour voix moyennes et piano ; texte de Percy Bysshe Shelley |
| Musique de chambre  | 22   | 1903                     | Con Moto | pour violon et piano |
| Musique de chambre  | 23   | 1903                     | Sérénade | pour violon ou violoncelle et piano |
| Musique d'Orchestre | 23   | 1903                     | Sérénade | version pour orchestre ; original pour violon ou violoncelle et piano |
| Piano               | 23   | 1903                     | Sérénade | version pour piano ; original pour violon ou violoncelle et piano |
| Musique chorale     | 24   | 1903                     | Autumn | pour chœur mixte a cappella ; texte de Percy Bysshe Shelley |
| Musique vocale      | 25   | 1903                     | The Devon Maid | pour voix moyennes et piano ; texte de John Keats |
| Musique vocale      | 26   | 1903                     | Rising When the Dawn Still Faint Is                                                                                          | pour voix et piano ; texte de Heinrich Heine |
| Musique vocale      | 26a  | 1903                     | Dawn et Evening | pour voix et piano ou orchestre ; texte de Heinrich Heine |
| Musique vocale      | 27   | 1903                     | 2 Songs after Heine : Where E'er My Bitter Teardrops Fall E'en as a Lovely Flower                                            | pour ténor et piano 2. aussi pour ténor et petit orchestre |
| Musique vocale      | 28   | c.1903                   | The Mountain Voice | inachevée ; pour voix et piano ; texte de Heinrich Heine |
| Piano               | 29   | 1903                     | Moderato en mi mineur | publié par Thames Publishing |
| Musique d'Orchestre | 30   | 1903                     | Mid of the Night | Poème symphonique |
| Musique vocale      | 31   | 1903                     | Music When Soft Voices Die                                                                                                   | pour voix aiguës et piano ; texte de Percy Bysshe Shelley |
| Musique de chambre  | 32   | 1903                     | Tempo di Mazurka | pour violoncelle et piano |
| Musique vocale      | 33   | 1903                     | Blow, Blow Thou Winter Wind                                                                                                  | pour voix médianes et piano ; texte de William Shakespeare |
| Musique vocale      | 34   | 1903                     | Go Not, Happy Day | pour voix et piano ; texte de Alfred, Lord Tennyson |
| Musique vocale      | 35   | c.1903                   | 2 Recitations : The Lovers' Quarrell The Maniac                                                                              | pour récitant et piano 1. texte de Robert Browning2. texte de Matthew Gregory Lewis |
| Musique vocale      | 36   | 1904                     | Night Lies on the Silent Highways                                                                                            | pour voix médianes et piano ; texte de Heinrich Heine |
| Musique chorale     | 37   | 1904                     | Music When Soft Voices Die                                                                                                   | pour chœur mixte a cappella ; texte de Percy Bysshe Shelley |
| Musique vocale      | 38   | 1904                     | A Dead Violet | pour voix médianes et piano ; texte de Percy Bysshe Shelley |
| Musique de chambre  | 39   | 1904                     | Sonate pour violon et piano en mi-bémol majeur                                                                               | pour violon et piano |
| Musique vocale      | 40   | 1904                     | 2 Songs : Fall Now Cold My Thoughts Fly Home My Thoughts                                                                     | pour voix et orchestre |
| Musique vocale      | 41   | c.1904                   | Harebell et Pansy | pour voix et orchestre ; incomplete |
| Musique vocale      | 42   | 1904                     | Song Cycle : Love Life Death                                                                                                 | pour voix et piano 3. inachevée |
| Musique de chambre  | 43   | 1904                     | 3 Pieces | pour 2 violons, alto et violoncelle |
| Musique de chambre  | 44   | 1904                     | 3 Novelletten | pour 2 violons, alto et violoncelle |
| Musique de chambre  | 45   | 1904                     | Romanze | pour violon et piano |
| Musique vocale      | 46   | c.1904                   | Cradle Song | pour voix et piano ; texte de Alfred, Lord Tennyson |
| Musique de chambre  | 47   | 1904                     | Élégie | pour violoncelle et piano |
| Musique de chambre  | 48   | 1904                     | Souvenir | pour violon et piano |
| Musique de chambre  | 49   | 1904–1905                | Quintette avec piano en ré mineur                                                                                            | pour 2 violons, alto, violoncelle et piano ; version originale en 4 mouvements |
| Musique de chambre  | 49a  | 1904–19051912            | Quintette avec piano en ré mineur                                                                                            | pour 2 violons, alto, violoncelle et piano ; version révisée en 3 mouvements |
| Musique vocale      | 50   | 1905                     | Lean Close Thy Cheek against My Cheek                                                                                        | pour voix et piano ; texte de Heinrich Heine |
| Musique vocale      | 51   | 1905                     | Fair Daffodils | pour voix et piano ; texte de James Merrick |
| Piano               | 52   | 1905                     | Capriccio no 1 en la mineur                                                                                                  | publié par Augener |
| Musique de chambre  | 53   | 1905                     | 2 Pièces : Pensiero (fa mineur) Allegretto (la majeur)                                                                       | pour alto et piano 2. inachevée ; la coda a été achevée par Paul Hindmarsh en 1980. |
| Piano               | 54   | 1905                     | 2 Solos pour piano : La Sea Idyll (mi majeur) Capriccio no 2 (fa-dièse mineur)                                               | publié par Houghton et Co. |
| Musique de chambre  | 55   | 1905                     | Phantasie Quatuor à cordes en fa mineur                                                                                      | pour 2 violons, alto et violoncelle; a obtenu le second prix en 1905 à la Cobbett Chamber Music Competition                                                                                      |
| Orgue               | 56   | 1905                     | First Book of Orgue Pieces : Allegretto grazioso Allegro comodo (si-bémol majeur) Allegro marziale e ben marcato (ré majeur) | publié par Winthrop Rogers |
| Musique vocale      | 57   | 1905                     | Adoration | pour voix médianes et piano ou orchestre ; texte de John Keats |
| Piano               | 58   | 1905                     | Étude Rhapsodique en la mineur                                                                                               | publié par Thames Publishing |
| Musique de chambre  | 59   | 1905                     | Amaryllis en ré majeur | pour violon et piano |
| Musique de chambre  | 60   | 1905                     | Norse Legend en sol mineur                                                                                                   | pour violon et piano |
| Piano               | 60   | 1905                     | Norse Legend en sol mineur                                                                                                   | version pour piano ; original pour violon et piano |
| Musique d'Orchestre | 60   | 1905, 1938               | Norse Legend en sol mineur                                                                                                   | version pour petit orchestre ; original pour violon et piano |
| Musique vocale      | 61   | 1905                     | So Perverse | pour voix médianes et piano ; texte de Robert Bridges |
| Musique vocale      | 62   | 1905                     | Tears, Idle Tears | pour voix médianes et piano ; texte de Alfred, Lord Tennyson |
| Orgue               | 63   | 1905                     | 3 Pieces pour orgue : Andante moderato (ut mineur) Adagio (mi majeur) Allegro con spirito (si-bémol majeur)                  | publié par Novello |
| Musique de chambre  | 64   | c.1905                   | 3 Pièces pour Quatuor à cordes                                                                                               | pour 2 violons, alto et violoncelle |
| Musique vocale      | 65   | 1905–1906                | 2 Songs of Robert Bridges : I Praise the Tender Flower Thou Didst Delight My Eyes                                            | pour baryton et orchestre ; texte de Robert Bridges |
| Piano               | 66   | 1906                     | Dramatic Fantasia | publié par Thames Publishing |
| Musique de chambre  | 67   | 1906                     | 3 Idylls | pour 2 violons, alto et violoncelle; le 2e mouvement a été utilisé pour le thème of Variations sur un thème de Frank Bridge de Benjamin Britten                                                  |
| Piano               | 68   | 1906                     | 3 Sketches : April Rosemary Valse Capricieuse                                                                                | publié par Winthrop Rogers |
| Musique d'Orchestre | 68b  | 1906, 1936               | Rosemary | orchestration des No. 2 of 3 Sketches pour piano, H.68 |
| Musique vocale      | 69   | 1906                     | The Violets Blue | pour voix et piano ou quatuor à cordes; texte de Heinrich Heine |
| Musique de chambre  | 70   | 1906                     | Quatuor à cordes n° 1 en mi mineur                                                                                           | pour 2 violons, alto et violoncelle |
| Musique vocale      | 71   | 1906                     | Come to Me en My Dreams | pour voix et piano ; texte de Matthew Arnold |
| Musique vocale      | 72   | 1906                     | My Pent Up Tears Oppress My Brain                                                                                            | pour voix et piano |
| Musique d'Orchestre | 73   | c.1906                   | Dramatic Overture | |
| Musique de chambre  | 74   | 1906                     | The Rag | pour 2 violons, alto et violoncelle |
| Musique de chambre  | 75   | c.1904–1906              | Valse Fernholt | pour cordes (violon, alto et violoncelle) et piano |
| Musique vocale      | 76   | 1906–1907                | 3 Songs : Far, Far from Each Other Where Is It That Our Soul Doth Go? Music When Soft Voices Die                             | pour voix médianes, alto obbligato et piano1. texte de Matthew Arnold2. texte de Heinrich Heine3. texte de Percy Bysshe Shelley                                                                  |
| Musique vocale      | 77   | 1907                     | All Things That We Clasp | pour voix et piano ; texte de Heinrich Heine |
| Musique d'Orchestre | 78   | 1907                     | Isabella | Poème symphonique d'après le poème de John Keats, Isabella, or the Pot of Basil |
| Musique de chambre  | 79   | 1907                     | Fantasy-Trio avec piano | pour violon, violoncelle et piano ; a obtenu le premier prix en 1908 à la Cobbett Chamber Music Competition                                                                                      |
| Musique de chambre  | 80   | 1907                     | Gondoliera en mi mineur | pour violon et piano |
| Musique vocale      | 81   | 1907                     | Love Is a Rose | pour voix et piano ; texte de Leah Durand |
| Musique de chambre  | 82   | c.1907–1908              | Allegro Appassionato en si mineur                                                                                            | pour alto et piano |
| Musique de chambre  | 83   | c.1907–1908              | Morceau Caractéristique | pour violon et piano |
| Musique d'Orchestre | 84   | 1908                     | Dance Rhapsody | |
| Musique vocale      | 85   | 1908                     | Dear, When I Look into Thine Eyes                                                                                            | pour voix et piano ; texte de Heinrich Heine |
| Musique de chambre  | 86   | 1908                     | An Irish Melody | pour 2 violons, alto et violoncelle; mouvement I de la Suite on Londonderry Air pour quatuor à cordes, co-composé avec Hamilton Harty, J. D. Davis (John David Davis), Eric Coates et York Bowen |
| Musique d'Orchestre | 86a  | 1908, 1938               | An Irish Melody | original pour quatuor à cordes; basé sur The Londonderry Air |
| Musique de chambre  | 87   | c.1908                   | 3 Miniatures pour Trio avec piano, première série : Minuet Gavotte Allegretto con moto                                       | pour violon, violoncelle et piano |
| Musique de chambre  | 88   | c.1908                   | 3 Miniatures pour Trio avec piano, seconde série Romance Intermezzo Salterello                                               | pour violon, violoncelle et piano |
| Musique de chambre  | 89   | c.1908                   | 3 Miniatures pour Trio avec piano, troisième série : Valse Russe Hornpipe Marche Militaire                                   | pour violon, violoncelle et piano |
| Piano               | 90   | c.1906–1908              | ? | œuvre sans titre |
| Musique chorale     | 91   | 1909                     | Hilli-Ho! Hilli-Ho! | pour chœur mixte a cappella ; texte de Thomas Moore |
| Musique chorale     | 92   | 1909                     | O Weary Hearts | pour chœur mixte a cappella ; texte de Henry Wadsworth Longfellow |
| Musique d'Orchestre | 93   | 1909–1910                | Suite : Prélude Intermezzo Nocturne Finale                                                                                   | pour orchestre à cordes |
| Musique de chambre  | 94   | 1910                     | Phantasie Piano Quartet en fa dièse mineur                                                                                   | pour violon, alto, violoncelle et piano |
| Musique de scène    | 95   | 1910                     | The Two Hunchbacks : 5 Entr'actes                                                                                            | musique de scène pour la pièce de Émile Cammaerts |
| Musique de chambre  | 96   | 1910                     | Cradle Song en fa majeur | pour violon ou violoncelle et piano |
| Musique d'Orchestre | 97   | 1911                     | Coronation March | |
| Musique de scène    | 98   | 1911                     | The Pageant of London | pour harmonie militaire et chœur d'hommes; musique de scène pour le Festival of Empire |
| Musique de chambre  | 99   | 1911                     | Mélodie en ut-dièse mineur                                                                                                   | pour violoncelle ou violon et piano |
| Musique d'Orchestre | 100  | 1910–1911                | The Sea (La mer) : Seascape Sea Foam Moonlight Storm                                                                         | Suite pour orchestre |
| Musique de chambre  | 101  | 1911–1912                | 2 Pieces : Caprice (ré majeur) Lament (ut mineur)                                                                            | pour 2 altos 1. manuscrit perdu |
| Musique vocale      | 102  | 1912                     | Isobel | pour voix et piano ; texte de Digby Goddard-Fenwick |
| Musique vocale      | 103  | c.1912                   | Easter Hymn (Ein frölicher Gesang)                                                                                           | pour voix et piano ; arrangement de l'hymne allemand du XVIIe siècle |
| Musique chorale     | 103  | c.1912                   | Easter Hymn (Ein frölicher Gesang)                                                                                           | pour chœur mixte; original pour voix et piano |
| Musique de chambre  | 104  | c.1912                   | 4 petites pièces : Meditation (ut majeur) Spring Song (sol majeur) Lullaby (ré majeur) Country Dance (si-bémol majeur)       | pour violon ou violoncelle et piano |
| Musique vocale      | 105  | c.1912                   | O That It Were So | pour voix et piano ou orchestre ; texte de Walter Savage Landor |
| Orgue               | 106  | c.1901 1912 c.1901       | Second Book of Orgue Pieces : Andante con moto (ré-bémol majeur) Andantino (fa mineur) Allegro ben moderato (si mineur)      | originellement publié dans The Orgue Loft, Books 100 (décembre 1913), 103 (mars 1914), et 105 (mai 1914)                                                                                         |
| Musique de chambre  | 107  | 1906–1912                | Sextuor à cordes en mi-bémol majeur                                                                                          | pour 2 violons, 2 altos et 2 violoncelles |
| Piano               | 108  | 1901, 1912 1912 1912     | 3 Pièces : Columbine Minuet Romance                                                                                          | publié par Augener |
| Musique vocale      | 109  | 1913                     | Strew No More Red Roses | pour voix et piano ; texte de Matthew Arnold |
| Musique chorale     | 110  | 1913                     | The Bee | pour chœur mixte a cappella |
| Musique d'Orchestre | 111  | 1913                     | Dance Poem | |
| Piano               | 112  | 1913–1914 1913 1914 1914 | 4 Characteristic Pieces : Solitude Ecstacy Sunset Arabesque                                                                  | publié par Winthrop Rogers |
| Musique vocale      | 113  | 1914                     | Where She Lies Asleep | pour voix et piano ou orchestre ; texte de Mary Elizabeth Coleridge |
| Musique vocale      | 114  | 1914                     | Love Went A-Riding | pour voix et piano ou orchestre ; texte de Mary Elizabeth Coleridge |
| Musique de chambre  | 115  | 1914–1915                | Quatuor à cordes nº 2 en sol mineur                                                                                          | pour 2 violons, alto et violoncelle |
| Musique d'Orchestre | 116  | 1914–1915                | Summer (l'été) | Poème symphonique |
| Musique d'Orchestre | 117  | 1915                     | Lament (In Memory of the Victims of the Sinking of the Lusitania)                                                            | pour orchestre à cordes; aussi une version pour piano |
| Musique d'Orchestre | 118  | 1915                     | 2 Poems after Richard Jefferies : Andante moderato e semplice Allegro con brio                                               | |
| Musique de chambre  | 119  | 1916                     | 2 Old English Songs : Sally en Our Alley Cherry Ripe                                                                         | pour 2 violons, alto et violoncelle |
| Musique d'Orchestre | 119  | 1916                     | 2 Old English Songs : Sally en Our Alley Cherry Ripe                                                                         | pour orchestre à cordes; original pour 2 violons, alto et violoncelle |
| Piano               | 119  | 1916                     | 2 Old English Songs : Sally en Our Alley Cherry Ripe                                                                         | pour piano à 4 mains; original pour 2 violons, alto et violoncelle |
| Musique chorale     | 120  | 1916                     | Lullaby | pour chœur de femmes et piano ou orchestre à cordes; texte de Veronica Mason |
| Musique chorale     | 121  | 1916                     | The Graceful Swaying Wattle                                                                                                  | pour chœur à 2 parties et piano ou orchestre à cordes; texte de Veronica Mason |
| Musique chorale     | 122  | 1916                     | For God et King et Right | pour chœur à l'unisson et piano ou orchestre ; texte de Veronica Mason |
| Musique chorale     | 123  | 1916                     | Peter Piper | pour chœur à 3 voix égales a cappella ; texte traditionnel |
| Musique chorale     | 124  | 1917                     | Thy Hand en Mine | pour voix et piano ou orchestre ; texte de Mary Elizabeth Coleridge |
| Musique de chambre  | 125  | 1913–1917                | Sonate en ré mineur | pour violoncelle et piano |
| Piano               | 126  | 1917                     | 4 Characteristic Pieces : Water Nymphs Fragrance Bittersweet Fireflies                                                       | publié par Winthrop Rogers |
| Piano               | 127  | 1917                     | 3 Miniature Pastorals, Set 1                                                                                                 | publié par Winthrop Rogers |
| Piano               | 128  | 1917                     | Fairy Tale : The Princess The Ogre The Spell The Prince                                                                      | Suite; publié par Augener |
| Musique vocale      | 129  | 1917                     | To You en France | pour voix et piano ; texte de Helen Dircks |
| Musique vocale      | 130  | 1918                     | So Early en the Morning, O                                                                                                   | pour high voice et piano ; texte de James Stephens |
| Musique vocale      | 131  | 1918                     | Mantle of Blue | pour voix et piano ou orchestre ; texte de Padraic Colum |
| Musique vocale      | 132  | 1918                     | Blow Out, You Bugles | pour ténor et orchestre, ou piano avec trompette possible; texte de Rupert Brooke |
| Musique de chambre  | 133  | 1918                     | Morning Song | pour violoncelle et piano |
| Piano               | 134  | 1918                     | 3 Improvisations : At Dawn La Vigil La Revel                                                                                 | pour piano main gauche; écrit pour le pianiste Douglas Fox, qui avait perdu son bras droit au cours de la Première Guerre mondiale; publié par Winthrop Rogers                                   |
| Musique chorale     | 135  | 1918                     | A Litany | pour chœur de femmes avec orgue ad lib.; texte de Phineas Fletcher |
| Musique vocale      | 136  | 1918                     | The Last Invocation | pour voix et piano ; texte de Walt Whitman |
| Musique chorale     | 137  | 1918                     | Sister, Awake | pour chœur de femmes (sopranos) et piano ; texte de Thomas Bateson |
| Musique vocale      | 138  | 1918                     | Lay a Garland on My Hearse                                                                                                   | pour 2 parties vocales en canon avec piano ; texte de Beaumont et Fletcher |
| Orgue               | 139  | 1918                     | Lento (In Memoriam C.H.H.P.)                                                                                                 | originellement écrit pour le service funéraire de Hubert Parry; publié par H.F.W. Deane et Sons (No. 7 of The Little Orgue Book)                                                                 |
| Musique chorale     | 140  | 1916, 1918               | A Prayer | pour chœur mixte et orchestre ; texte de Thomas a Kempis |
| Musique vocale      | 141  | 1918                     | 3 Variations sur « Cadet Rousselle »                                                                                         | pour voix et piano |
| Musique d'Orchestre | 141  | 1918                     | 3 Variations sur « Cadet Rousselle »                                                                                         | version pour orchestre ; original pour voix et piano |
| Musique vocale      | 142  | 1919                     | When You Are Old | pour voix et piano ; texte de William Butler Yeats |
| Musique vocale      | 143  | 1919                     | Into Her Keeping | pour voix et piano ; texte de Henry Dawson Lowry |
| Musique chorale     | 144  | 1919                     | Lantido Dilly | pour chœur de femmes et piano ; auteur anonyme (XVIIe siècle) |
| Musique vocale      | 145  | 1919                     | What Shall I Your True Love tell?                                                                                            | pour voix et piano ; texte de Francis Thompson |
| Musique vocale      | 146  | 1919                     | Tis But a Week | pour voix et piano ; texte de Gerald Gould |
| Piano               | 147  | c.1919                   | The Turtle's Retort | One-step pour piano originellement publié par Winthrop Rogers sous le pseudonyme John L. More |
| Piano               | 148  | 1919–1920                | The Hour Glass : Dusk The Dew Fairy The Midnight Tide                                                                        | Suite; publié par Augener |
| Piano               | 149  | 1921                     | 3 Miniature Pastorals, Set 2                                                                                                 | |
| Piano               | 150  | 1921                     | 3 Miniature Pastorals, Set 3                                                                                                 | |
| Piano               | 151  | 1921                     | Threads : 2 Intermezzi : Andante molto moderato Tempo di valse                                                               | musique de scène pour la pièce de Frank Stayton; orchestreted en 1938 |
| Musique de scène    | 151  | 1921, 1938               | Threads : 2 Intermezzi : Andante molto moderato Tempo di valse                                                               | musique de scène pour la pièce de Frank Strayton; original pour piano |
| Piano               | 152  | 1921                     | In the Shop, Ballet | pour piano à 4 mains |
| Musique chorale     | 153  | 1922                     | Golden Slumbers | pour chœur de femmes a cappella ; texte de Thomas Dekker |
| Musique chorale     | 154  | 1922                     | Hence care | pour chœur de femmes a cappella ; auteur anonyme (1595) |
| Musique de chambre  | 155  | 1922                     | Sir Roger de Coverley : la Christmas Dance                                                                                   | pour 2 violons, alto et violoncelle |
| Musique d'Orchestre | 155  | 1922                     | Sir Roger de Coverley : la Christmas Dance                                                                                   | version pour grand orchestre ; original pour 2 violons, alto et violoncelle |
| Musique d'Orchestre | 155  | 1922, 1938               | Sir Roger de Coverley : la Christmas Dance                                                                                   | version pour orchestre à cordes ; original pour 2 violons, alto et violoncelle |
| Musique chorale     | 156  | 1922                     | The Fairy Ring | pour chœur de femmes avec piano optionnel; auteur anonyme |
| Musique chorale     | 157  | 1922                     | A Spring Song | pour voix unies et piano ou orchestre à cordes; texte de Mary Howitt |
| Musique chorale     | 158  | 1922, 1924               | Pan's Holiday | pour chœur d'hommes et piano (1922) ou orchestre à cordes (1924); texte de James Shirley |
| Musique chorale     | 159  | 1922                     | Evening Primrose | pour chœur de femmes et piano ; texte de John Clare |
| Piano               | 160  | 1921–1924                | Sonate | esquisses datées 1921–1922; publié par Augener |
| Piano               | 161  | 1921–1924 1921 1922 1924 | 3 Lyrics : Heart's Ease Dainty Rogue The Hedgerow                                                                            | publié par Augener |
| Musique de chambre  | 161a | 1921                     | Heart's Ease | pour violon et piano ; original pour piano |
| Piano               | 162  | 1924                     | In Autumn : Retrospect Through the Eaves                                                                                     | publié par Augener |
| Musique de chambre  | 163  | 1925                     | The Pneu World | pour violoncelle et piano ; parodie des premières mesures de The Star-Spangled Banner |
| Musique vocale      | 164  | 1922–1925 1922 1924 1925 | 3 Songs of Rabindranath Tagore : Day after Day Speak to Me My Love Dweller en My Deathless Dreams                            | pour voix et piano ou orchestre ; texte de Rabindranath Tagore |
| Musique vocale      | 165  | 1925                     | Golden Hair | pour voix et piano ; texte de James Joyce |
| Piano               | 166  | 1925                     | Vignettes de Marseille : Carmelita Nicolette Zoraida En fête                                                                 | 3 mouvements aussi orchestré sous le nom Vignettes de Danse; publié par Thames Publishing |
| Musique d'Orchestre | 166  | 1925, 1938               | Vignettes de Danse : Nicolette Zoraida Carmelita                                                                             | 1938 orchestration de 3 mouvements de Vignettes de Marseille pour piano |
| Musique vocale      | 167  | 1925                     | Journey's End | pour ténor ou baryton et piano ; texte de Humbert Wolfe |
| Piano               | 168  | 1925                     | Winter Pastoral | publié par Augener |
| Piano               | 169  | 1926                     | Canzonetta (Happy South) | aussi orchestré; publié par Hawkes et Sons |
| Musique d'Orchestre | 169  | 1926                     | Canzonetta (Happy South) | pour petit orchestre ; original pour piano |
| Piano               | 170  | 1926                     | Graziella | publié par Hawkes et Sons |
| Piano               | 171  | 1926                     | A Dedication | publié par Augener |
| Piano               | 172  | c.1926                   | Hidden Fires | publié par Hawkes et Sons |
| Musique d'Orchestre | 173  | 1927                     | There Is a Willow Grows Aslant a Brook                                                                                       | Impression pour petit orchestre ; titre tiré de l'Acte IV du Hamlet de William Shakespeare; Benjamin Britten a transcrit l'œuvre pour alto et piano                                              |
| Musique d'Orchestre | 174  | 1926–1927                | Enter Spring | Rhapsody (Poème symphonique) |
| Musique de chambre  | 175  | 1925–1927                | Quatuor à cordes n° 3 | pour 2 violons, alto et violoncelle |
| Musique de chambre  | 176  | 1928                     | Rhapsody Trio | pour 2 violons et alto |
| Piano               | 177  | 1928                     | Gargoyle | publié par Thames Publishing |
| Musique de chambre  | 178  | 1928–1929                | Trio avec piano No. 2 | pour violon, violoncelle et piano |
| Opéra               | 179  | 1909–1929                | The Christmas Rose | Opéra pour enfants en 3 scènes; livret de Margaret Kemp-Welch et Constance Cotterell |
| Musique concertante | 180  | 1929–1930                | Oration, Concerto Elegiaco                                                                                                   | pour violoncelle et orchestre |
| Piano               | 181  | 1931                     | Todessehnsucht (Come Sweet Death)                                                                                            | |
| Piano               | 181  | 1931, 1936               | Todessehnsucht (Come Sweet Death)                                                                                            | version pour orchestre à cordes; original pour piano |
| Musique concertante | 182  | 1931                     | Phantasm, Rhapsody | pour piano et orchestre |
| Musique de chambre  | 183  | 1932                     | Sonate | pour violon et piano |
| Musique d'Orchestre | 184  | 1934                     | A Royal Night of Variety | Épilogue pour orchestre |
| Musique de chambre  | 185  | 1934                     | A Merry, Merry Xmas | pour hautbois, clarinette, trombone et piano |
| Musique de chambre  | 186  | c.1935–1936              | Sonate | pour alto et piano ; incomplete, sketches only |
| Musique de chambre  | 187  | c.1936                   | Mouvement pour Quatuor à cordes                                                                                              | pour 2 violons, alto et violoncelle |
| Musique de chambre  | 188  | 1937                     | Quatuor à cordes n° 4 | pour 2 violons, alto et violoncelle |
| Musique de chambre  | 189  | 1934–193819371938        | Divertimenti : Prélude Nocturne Scherzetto Bagatelle                                                                         | pour flûte, hautbois, clarinette et basson; première version datée de 1934 |
| Orgue               | 190  | 1939                     | 3 Pieces : Prelude Minuet Processional                                                                                       | publié par J. Curwen |
| Musique d'Orchestre | 191  | 1940                     | Rebus | Ouverture |
| Musique d'Orchestre | 192  | 1940–1941                | Allegro Moderato | fragment pour une Symphonie pour orchestre à cordes |

## Sources
- (en) Cet article est partiellement ou en totalité issu de l’article de Wikipédia en anglais intitulé « List of compositions by Frank Bridge » (voir la liste des auteurs).